# フレンズ (第3シーズン)
デヴィッド・クレーンとマルタ・カウフマン発案によるアメリカ合衆国のシットコム『フレンズ』の第3シーズンは、1996年9月19日にNBCで放送が始まった。『フレンズ』はブライト/カウフマン/クレーン・プロダクションズによりワーナー・ブラザース・テレビジョンの協力の下で製作された。第3シーズンは全25話構成であり、1997年5月15日に最終回を迎えた。

## キャストとキャラクター
| - レイチェル・グリーン - ジェニファー・アニストン - モニカ・ゲラー - コートニー・コックス - フィービー・ブッフェ - リサ・クドロー - ジョーイ・トリビアーニ - マット・ルブランク - チャンドラー・ビング - マシュー・ペリー - ロス・ゲラー - デヴィッド・シュワイマー - ジャニス・リットマン - マギー・フィーラー - ピート・ベッカー - ジョン・ファヴロー - マーク・ロビンソン - スティーヴン・エックホルト - クロエ - アンジェラ・フェザーストーン - フランク・ブッフェ・Jr - ジョヴァンニ・リビシ - ケイト・ミラー - ディナ・メイヤー - ガンター - ジェームズ・マイケル・タイラー - フィービー・アボット - テリー・ガー - ローレン - ジェニファー・ミルモア | - リチャード・バーク - トム・セレック - エステル・レナード - ジューン・ゲイブル - マルコム - デヴィッド・アークエット - ボニー - クリスティン・テイラー - ヘックルさん - ラリー・ハンキン - 本人役 - イザベラ・ロッセリーニ - レスリー - エリザベス・デイリー - ジンジャー - シェリリン・フェン - トマス - ロビン・ウィリアムズ - ティム - ビリー・クリスタル - トミー - ベン・スティラー - ビンス - マット・バタグリア - ジェイソン - ロバート・ガント - マルガ - スザンナ・ボルテア - ダグ - サム・マクマレー |

## エピソード
| 通算 話数 | シーズン 話数 | タイトル                                                                     | 監督                     | 脚本 | 放送日         | 製作 番号 | US視聴者数 (百万人) |
| --- | ------------- | ---------------------------------------------------------------------------- | ------------------------ | --- | -------------- | --------- | ------------------- |
| 49 | 1             | "マンハッタンの6人、再び" "The One with the Princess Leia Fantasy"           | ゲイル・マンキューソ     | マイケル・カーティス & グレゴリー・S・マリンズ                                                                   | 1996年9月19日  | 465251    | 26.8                |
| ロスはレイチェルに自分の性的嗜好を明かし、彼女は『スター・ウォーズ/ジェダイの復讐』のレイア姫のビキニを着る。モニカはリチャードと別れたショックで不眠症に陥る。チャンドラーはジャニスと復縁し、ジョーイと彼女を仲良くさせようとする。 |               |                                                                              |                          | |                |           |                     |
| 50 | 2             | "身仕度は大騒ぎ!" "The One Where No One's Ready"                             | ゲイル・マンキューソ     | アイラ・アンガーライダー                                                                                         | 1996年9月26日  | 465252    | 26.7                |
| ロスは博物館での重要なパーティに一同を招くが、皆が準備にもたつく。モニカはリチャードからの留守電メッセージを聞いて動揺し、ジョーイとチャンドラーは椅子を巡って喧嘩する。 |               |                                                                              |                          | |                |           |                     |
| 51 | 3             | "ジャムの味は最高!" "The One with the Jam"                                   | ケヴィン・S・ブライト    | ウィル・カルフーン                                                                                               | 1996年10月3日  | 465253    | 25.2                |
| フィービーは双子の姉と間違えた男からストーカーされる。ロスとレイチェルはチャンドラーに「ボーイフレンド」のレッスンをする。リチャードと別れたモニカは精子バンクを利用しての人工授精を検討する。 - マット・ルブランクは前回のエピソードで肩を脱臼したためにこの回では腕を吊っている。これはジョーイがベッドの上で跳ねて落ちて怪我をしたというこの回のプロットに反映されている。 |               |                                                                              |                          | |                |           |                     |
| 52 | 4             | "ジョーイのオーディション" "The One with the Metaphorical Tunnel"            | スティーヴ・ザッカーマン | アレクサ・ジャンジ                                                                                               | 1996年10月10日 | 465254    | 26.1                |
| フィービーはジョーイのエージェントに成りすまして彼のオーディション成功に導く。ロスは週末の面会に着たベンがバービー人形を持っているのを見て怒る。チャンドラーはジャニスとの関係を進展させたがっており、女性陣にアドバイスを求める。 |               |                                                                              |                          | |                |           |                     |
| 53 | 5             | "彼女はイザベラ・ロッセリーニ?" "The One with Frank Jr."                     | スティーヴ・ザッカーマン | シャナ・ゴールドバーグ＝ミーハン & スコット・シルヴェリ                                                          | 1996年10月17日 | 465255    | 23.3                |
| フィービーのもとへ異母弟が訪れるが絆を結ぶのに苦労する。ジョーイは大きすぎる棚を組み立てる。ロスは最も寝たい5人の有名人リストの作成を求められ、その1人にイザベラ・ロッセリーニを検討する。ジョーイは棚の中に自分が入れるかどうかを賭けて勝利するもチャンドラーによってそのまま閉じ込められる。ロスはセントラル・パークに現れたロッセリーニをナンパするが失敗する。 |               |                                                                              |                          | |                |           |                     |
| 54 | 6             | "衝撃!暴かれた過去" "The One with the Flashback"                             | ピーター・ボナーズ       | デヴィッド・クレーン & マルタ・カウフマン                                                                        | 1996年10月31日 | 465256    | 23.3                |
| ジャニスが一同はいずれかと寝た経験があるのかを尋ねると3年前の回想が始まり、知られざる事実が明らかになる。ロスはフィービーにキスし、ジョーイはモニカの前で裸になり、チャンドラーとレイチェルは行きずりのセックスを求めていた（が実現せずに終わる）。 |               |                                                                              |                          | |                |           |                     |
| 55 | 7             | "教え子はライバル" "The One with the Race Car Bed"                           | ゲイル・マンキューソ     | セス・カーランド                                                                                                 | 1996年11月7日  | 465257    | 27.4                |
| モニカはジャニスの元夫の店から新しいベッドを購入するが、違うベッドが配達される。彼女とジョーイが返品の交渉に行くと、ジョーイは店のオフィスでジャニスと元夫がキスをしている場面を目撃する。レイチェルは父とロスを夕食に誘って2人の仲を取り持とうとするが、上手くいかない。最終的に2人はレイチェルを批判することで意気投合する。ジョーイはメロドラマの演技クラスの指導員を務め、その学生はジョーイが受けていたオーディションで役を勝ち取る。                                                                  |               |                                                                              |                          | |                |           |                     |
| 56 | 8             | "フィービーに殺人疑惑?" "The One with the Giant Poking Device"               | ゲイル・マンキューソ     | アダム・チェイス                                                                                                 | 1996年11月14日 | 465258    | 28.7                |
| チャンドラーがジャニスに高価なプレゼントを買おうとしているのを知ったジョーイは彼女とその元夫のキスを目撃した件を彼に伝える。モニカは誤って赤ん坊のベンをぶつけてしまう。フィービーは歯医者に行くたびに知人が死ぬジンクスを恐れる。フィービーが戻ると隣のアパートの裸の醜男が動かなくなっていることに気付く。彼女の不安を消すために一同は割り箸で長い棒を作って彼をつついて生死を確認する。 |               |                                                                              |                          | |                |           |                     |
| 57 | 9             | "フットボールは燃えるぜ!" "The One with the Football"                        | ケヴィン・S・ブライト    | アイラ・アンガーライダー                                                                                         | 1996年11月21日 | 465259    | 29.3                |
| 感謝祭の日に一同はタッチ・フットボールをすることとなり、ロスとモニカのチームに分かれて激しくぶつかり合う。ジョーイとチャンドラーは試合を見物するオランダ人女性を巡って争う。 |               |                                                                              |                          | |                |           |                     |
| 58 | 10            | "レイチェルのトラバーユ" "The One Where Rachel Quits"                        | テリー・ヒューズ         | グレゴリー・S・マリンズ & マイケル・カーティス                                                                   | 1996年12月12日 | 465260    | 25.1                |
| ファッション業界で働きたいレイチェルはウェイトレスの仕事を辞める。フィービーはクリスマスツリーを売るジョーイを手伝う。ロスは誤ってクッキー売りの少女の足を骨折させてしまい、商品のスペース・キャンプ旅行を勝ち取るために代わりにクッキーを売る。 |               |                                                                              |                          | |                |           |                     |
| 59 | 11            | "バースデイ・キッス" "The One Where Chandler Can't Remember Which Sister"    | テリー・ヒューズ         | アレクサ・ジャンジ                                                                                               | 1997年1月9日   | 465261    | 29.8                |
| レイチェルは新たにフォルトゥナータ・ファッションズで働き始めるが、そこでの仕事はコーヒーを入れることばかりであった。モニカにフラストレーションをぶつけるレイチェルは偶然知り合ったマークから彼が働くブルーミングデールズが従業員を募集していることを教えられる。マークのおかげでレイチェルは転職の成功するが、ロスはマークに下心があると疑う。酔っ払ったチャンドラーはジョーイの妹の1人と寝てしまうが、誰が相手だったのか記憶がなくなりジョーイを怒らせる。                                                 |               |                                                                              |                          | |                |           |                     |
| 60 | 12            | "ジェラシーで大混乱!" "The One with All the Jealousy"                        | ロビー・ベンソン         | ドティ・エイブラムス                                                                                             | 1997年1月16日  | 465262    | 29.6                |
| ロスはマークに嫉妬し、彼がレイチェルを略奪するつもりであると思い込んだために彼女の職場にロマンティックなプレゼントを贈る。ジョーイは履歴書に嘘を書いたためにブロードウェイのキャスト全員にダンスを教える羽目になり、失敗する。モニカは「空っぽの花瓶」という詩を書いた食堂のバスボーイのジュリオとデートする。モニカは彼と寝るが、フィービーによって詩が、フィービーがその詩はモニカのことを指していると教えられるとカペラ団を使って彼に仕返しをする。                                                      |               |                                                                              |                          | |                |           |                     |
| 61 | 13            | "モニカの恋、再び・・・" "The One Where Monica and Richard Are Just Friends" | ロビー・ベンソン         | マイケル・ボーコウ                                                                                               | 1997年1月30日  | 465265    | 28.0                |
| モニカはビデオストアでリチャードと再会して気持ちが揺らぐ。2人はただの「友達」になることに決めるが、直後にまた寝てしまう。ジョーイは『若草物語』、レイチェルは『シャイニング』を読む。フィービーの新しい運動神経抜群のボーイフレンドは誤ってその秘部を露出させ続けてしまう。 |               |                                                                              |                          | |                |           |                     |
| 62 | 14            | "フィービーの歌がCMに!" "The One with Phoebe's Ex-Partner"                   | ロビー・ベンソン         | ウィル・カルフーン                                                                                               | 1997年2月6日   | 465266    | 28.9                |
| フィービーは以前の歌手パートナー（エリザベス・デイリー）と再会し、彼女から「猫はくちゃい」はヒットする可能性があると言われる。チャンドラーは義足の女性（シェリリン・フェン）とデートする。ロスはマークがブルーミングデールズを辞めた後もレイチェルの友達を続け、一緒にファッション・セミナーに参加する予定であることを知る。ロスはマークの代わりにレイチェルに同行するが、セミナーの間に寝てしまったために彼女と口論になり、2人の関係に亀裂が入る。                                                         |               |                                                                              |                          | |                |           |                     |
| 63 | 15            | "恋の行方<前編>" "The One Where Ross and Rachel Take a Break"                | ジェームズ・バロウズ     | マイケル・ボーコウ                                                                                               | 1997年2月13日  | 465263    | 27.3                |
| チャンドラーとジョーイはクロエ（アンジェラ・フェザーストーン）という女性と3Pできるチャンスを得て熟考する。フィービーは常に英語通訳を必要とする東ヨーロッパの外交官とデートする。レイチェルとロスは交際1周年記念日を迎えるが、彼女は仕事を抱えているめにアパートへ戻れない。ロスはレイチェルの仕事場に乗り込んで祝おうとするが、多忙な彼女は彼の行動に苛立ち、やがて口論となる。レイチェルは一度別れる必要があると言う。怒ったロスはジョーイとチャンドラーと飲みに行き、クロエにキスをする。                 |               |                                                                              |                          | |                |           |                     |
| 64 | 16            | "恋の行方<後編>" "The One with the Morning After"                            | ジェームズ・バロウズ     | デヴィッド・クレーン & マルタ・カウフマン                                                                        | 1997年2月20日  | 465264    | 28.3                |
| クロエと寝てしまったロスは翌朝目覚めてすぐに後悔する。ロスはレイチェルと寄りを戻すこと決めるが、彼女は彼の浮気を知ってしまう。2人はアパートで大喧嘩をし、他の4人はモニカの寝室でその内容を聞く。ロスは許しを請うがレイチェルは拒否し、2人は破局する。 |               |                                                                              |                          | |                |           |                     |
| 65 | 17            | "5人のスキー旅行!" "The One Without the Ski Trip"                            | サム・サイモン           | シャナ・ゴールドバーグ＝ミーハン & スコット・シルヴェリ                                                          | 1997年3月6日   | 465267    | 25.8                |
| ロスとレイチェルはお互い近くにいるのが難しいと感じ、お互いに別々に友人たちとの時間を過ごす。スキー旅行に向かったレイチェルたちは途中で車が故障したためにしぶしぶながらロスに電話で助けを求める。この混乱を機にチャンドラーは喫煙を再会する。ロスが到着すると。ロスが到着するとレイチェルは彼に悪態をつき、ロスはモニカとジョーイが「アレは別れた後のことだった」という彼の主張に同意したと言う。フィービーは2人のいがみ合いが全員を引き裂いているため、お互いが一緒に居られる方法を見つけるように懇願する。 |               |                                                                              |                          | |                |           |                     |
| 66 | 18            | "愛さえあれば年の差なんて!" "The One with the Hypnosis Tape"                 | ロビー・ベンソン         | セス・カーランド                                                                                                 | 1997年3月13日  | 465269    | 28.1                |
| モニカはレストランの客のピート（ジョン・ファヴロー）とデートの約束をする。フィービーは18歳の弟が倍以上離れた女性（デブラ・ジョー・ラップ）と結婚するつもりであることを知って驚く。チャンドラーは禁煙するために催眠テープを使うがそれは女性用であったために彼の言動は女性的になってしまう。 |               |                                                                              |                          | |                |           |                     |
| 67 | 19            | "億万長者とデート" "The One with the Tiny T-Shirt"                           | テリー・ヒューズ         | アダム・チェイス                                                                                                 | 1997年3月27日  | 465268    | 23.7                |
| レイチェルはマークと共にロスと別れた後初めてとなるデートに行く。ジョーイは舞台劇での共演者のケイト（ディナ・メイヤー）に夢中になる。モニカはピートとのデートを繰り返すが、彼に魅力を感じられないでいる。 |               |                                                                              |                          | |                |           |                     |
| 68 | 20            | "ハートブレイク" "The One with the Dollhouse"                                | テリー・ヒューズ         | ウィル・カルフーン                                                                                               | 1997年4月10日  | 465270    | 24.4                |
| レイチェルはチャンドラーと彼女の上司のジョアンナをデートさせたことを後悔する。ジョーイはケイトとベッドインを果たした後も彼女に興味を持ち続ける。モニカは亡くなった叔母のアンティーク・ドールハウスを貰う。モニカのものとは趣味が合わなかったフィービーはオリジナルのドールハウスを自作するが、悲惨な末路を迎える。 |               |                                                                              |                          | |                |           |                     |
| 69 | 21            | "モニカの夢、実現?" "The One with a Chick and a Duck"                        | マイケル・レンベック     | クリス・ブラウン                                                                                                 | 1997年4月17日  | 465271    | 23.2                |
| モニカはピートから新しいレストランの料理長の仕事を持ちかけられるが、フィービーは彼に下心があると気付く。ジョーイとチャンドラーはヒヨコとアヒルを飼い始める。ロスはあばら骨が折れてる可能性があるレイチェルに付き添うためにディスカバリーチャンネルに出演するチャンスを逃し、それを知った彼女は驚いて感銘を受ける。 |               |                                                                              |                          | |                |           |                     |
| 70 | 22            | "レイチェルの勘違い!" "The One with the Screamer"                            | ピーター・ボナーズ       | シャナ・ゴールドバーグ＝ミーハン & スコット・シルヴェリ                                                          | 1997年4月24日  | 465272    | 22.6                |
| レイチェルは新たなデート相手のトミー（ベン・スティラー）を連れてくるが、ロスは彼が異常に攻撃的な性格であることを知る。ロスは一同にトミーの言動を暴露するが、彼に嫉妬していると思われて信じて貰えない。ジョーイはロサンゼルスで大きな仕事を得たケイトと別れる。フィービーは電話の補償期限が切れる前に連絡の必要のある会社を数日にわたって保留にする。 |               |                                                                              |                          | |                |           |                     |
| 71 | 23            | "フィービーはどっちも好き" "The One with Ross's Thing"                       | シェリー・ジェンセン     | テッド・コーエン & アンドリュー・ライヒ                                                                          | 1997年5月1日   | 465274    | 24.2                |
| 尻に謎のデキモノが発生したロスはフィービーの知り合いの漢方医（ケヴィン・マクドナルド）に相談する。フィービーは消防士と幼稚園教諭のどちらかを選ばなければならないが、消防士が繊細、幼稚園教諭が屈強な身体であったために悩む。モニカはピートから重大な発表があると告げられ悩むが、それは彼がアルティメット・ファイティング・チャンピオン（UFC）を目指すという内容であった。 |               |                                                                              |                          | |                |           |                     |
| 72 | 24            | "格闘技は男の美学!?" "The One with the Ultimate Fighting Champion"           | ロビー・ベンソン         | 原案: パン＝ニー・ランドラム & マーク・J・クナース 脚本: シャナ・ゴールドバーグ＝ミーハン & スコット・シルヴェリ | 1997年5月8日   | 465273    | 23.1                |
| モニカは当初はピートのUFCの夢を応援していたが、彼が連敗し傷つく姿を見るのに耐えられなかったために別れる。チャンドラーは新しい上司が尻を叩くことに困惑する。フィービーはロスに昔坊主頭だった美女のボニー（クリスティン・テイラー）を紹介する。 - ビリー・クリスタルとロビン・ウィリアムズがカメオ出演している。 |               |                                                                              |                          | |                |           |                     |
| 73 | 25            | "渚でロスとレイチェル・・・" "The One at the Beach"                          | パメラ・フライマン       | 原案: パン＝ニー・ランドラム & マーク・J・クナース 脚本: アダム・チェイス                                        | 1997年5月15日  | 465275    | 28.8                |
| チャンドラーは自分がボーイフレンドにふさわしいと主張してモニカにアピールする。一同はビーチに行き、そこでフィービーは自身の家族とつながりを持つ女性（彼女の名前もフィービー）に合う。ロスはレイチェルがまだ自分を愛していることに気づき、性に奔放であるが（レイチェルの意地悪なアドバイスによって）再び頭を坊主にしたボニーとレイチェルの間で選択を迫られる。 |               |                                                                              |                          | |                |           |                     |

## レイティング
| No. in シリーズ | No. in シーズン | エピソード                    | 放送日         | 放送枠 (EST)   | レイティング/シェア (18-49) | 視聴者数 (百万) | 週間 順位 | 参照  |
| --------------- | --------------- | ----------------------------- | -------------- | -------------- | --------------------------- | --------------- | --------- | ----- |
| 49              | 1               | マンハッタンの6人、再び       | 1996年9月19日  | 木曜 8:00 p.m. | 16.7/31                     | 26.8            | 3         | [ 2 ] |
| 50              | 2               | 身仕度は大騒ぎ!               | 1996年9月26日  | 木曜 8:00 p.m. | 18.4/31                     | 26.7            | 4         | [ 2 ] |
| 51              | 3               | ジャムの味は最高!             | 1996年10月3日  | 木曜 8:00 p.m. | 17.3/30                     | 25.2            | 6         | [ 2 ] |
| 52              | 4               | ジョーイのオーディション      | 1996年10月10日 | 木曜 8:00 p.m. | 18.0/30                     | 26.1            | 5         | [ 2 ] |
| 53              | 5               | 彼女はイザベラ・ロッセリーニ? | 1996年10月17日 | 木曜 8:00 p.m. | 16.1/26                     | 23.3            | 5         | [ 2 ] |
| 54              | 6               | 衝撃!暴かれた過去             | 1996年10月31日 | 木曜 8:00 p.m. | 16.0/28                     | 23.3            | 5         | [ 2 ] |
| 55              | 7               | 教え子はライバル              | 1996年11月7日  | 木曜 8:00 p.m. | 18.0/29                     | 27.4            | 4         | [ 2 ] |
| 56              | 8               | フィービーに殺人疑惑?         | 1996年11月14日 | 木曜 8:00 p.m. | 18.8/30                     | 28.7            | 4         | [ 2 ] |
| 57              | 9               | フットボールは燃えるぜ!       | 1996年11月21日 | 木曜 8:00 p.m. | 19.0/30                     | 29.3            | 5         | [ 2 ] |
| 58              | 10              | レイチェルのトラバーユ        | 1996年12月12日 | 木曜 8:00 p.m. | 16.1/27                     | 25.1            | 4         | [ 2 ] |
| 59              | 11              | バースデイ・キッス            | 1997年1月9日   | 木曜 8:00 p.m. | 19.4/29                     | 29.8            | 2         | [ 2 ] |
| 60              | 12              | ジェラシーで大混乱!           | 1997年1月16日  | 木曜 8:00 p.m. | 19.4/29                     | 29.6            | 4         | [ 2 ] |
| 61              | 13              | モニカの恋、再び・・・        | 1997年1月30日  | 木曜 8:00 p.m. | 18.9/29                     | 28.0            | 3         | [ 2 ] |
| 62              | 14              | フィービーの歌がCMに!         | 1997年2月6日   | 木曜 8:00 p.m. | 19.0/30                     | 28.9            | 3         | [ 2 ] |
| 63              | 15              | 恋の行方<前編>                | 1997年2月13日  | 木曜 8:00 p.m. | 18.3/29                     | 27.3            | 4         | [ 2 ] |
| 64              | 16              | 恋の行方<後編>                | 1997年2月20日  | 木曜 8:00 p.m. | 18.6/29                     | 28.3            | 5         | [ 2 ] |
| 65              | 17              | 5人のスキー旅行!              | 1997年3月6日   | 木曜 8:00 p.m. | 17.5/29                     | 25.8            | 2         | [ 2 ] |
| 66              | 18              | 愛さえあれば年の差なんて!     | 1997年3月13日  | 木曜 8:00 p.m. | 18.7/30                     | 28.1            | 2         | [ 2 ] |
| 67              | 19              | 億万長者とデート              | 1997年3月27日  | 木曜 8:00 p.m. | 16.0/28                     | 23.7            | 3         | [ 2 ] |
| 68              | 20              | ハートブレイク                | 1997年4月10日  | 木曜 8:00 p.m. | 16.3/28                     | 24.4            | 4         | [ 2 ] |
| 69              | 21              | モニカの夢、実現?             | 1997年4月17日  | 木曜 8:00 p.m. | 16.0/28                     | 23.2            | 3         | [ 2 ] |
| 70              | 22              | レイチェルの勘違い!           | 1997年4月24日  | 木曜 8:00 p.m. | 15.5/27                     | 22.6            | 5         | [ 2 ] |
| 71              | 23              | フィービーはどっちも好き      | 1997年5月1日   | 木曜 8:00 p.m. | 16.6/29                     | 24.2            | 5         | [ 2 ] |
| 72              | 24              | 格闘技は男の美学!?            | 1997年5月8日   | 木曜 8:00 p.m. | 15.6/27                     | 23.1            | 4         | [ 2 ] |
| 73              | 25              | 渚でロスとレイチェル・・・    | 1997年5月15日  | 木曜 8:00 p.m. | 16.5/29                     | 28.8            | 4         | [ 2 ] |

## 受賞とノミネート
| 賞                                | 部門                                              | 候補者 | 候補者 | 結果       |
| --------------------------------- | ------------------------------------------------- | --- | --- | ---------- |
| GLAADメディア賞                   | テレビコメディシリーズ賞                          | N/A | N/A | ノミネート |
| ゴールデングローブ賞              | テレビシリーズ作品賞 (コメディ・ミュージカル部門) | N/A | N/A | ノミネート |
| キッズ・チョイス・アワード        | テレビ女優賞                                      | ジェニファー・アニストン | ジェニファー・アニストン | ノミネート |
| キッズ・チョイス・アワード        | テレビ女優賞                                      | コートニー・コックス | コートニー・コックス | ノミネート |
| オンライン映画&テレビジョン協会賞 | コメディシリーズ賞                                | N/A | N/A | ノミネート |
| オンライン映画&テレビジョン協会賞 | シリーズ監督賞                                    | ゲイル・マンキューソ ケヴィン・S・ブライト スティーヴ・ザッカーマン ピーター・ボナーズ テリー・ヒューズ ロビー・ベンソン ジェームズ・バロウズ サム・サイモン マイケル・レンベック シェリー・ジェンセン パメラ・フライマン | ゲイル・マンキューソ ケヴィン・S・ブライト スティーヴ・ザッカーマン ピーター・ボナーズ テリー・ヒューズ ロビー・ベンソン ジェームズ・バロウズ サム・サイモン マイケル・レンベック シェリー・ジェンセン パメラ・フライマン | ノミネート |
| オンライン映画&テレビジョン協会賞 | コメディシリーズ監督賞                            | ゲイル・マンキューソ ケヴィン・S・ブライト スティーヴ・ザッカーマン ピーター・ボナーズ テリー・ヒューズ ロビー・ベンソン ジェームズ・バロウズ サム・サイモン マイケル・レンベック シェリー・ジェンセン パメラ・フライマン | ゲイル・マンキューソ ケヴィン・S・ブライト スティーヴ・ザッカーマン ピーター・ボナーズ テリー・ヒューズ ロビー・ベンソン ジェームズ・バロウズ サム・サイモン マイケル・レンベック シェリー・ジェンセン パメラ・フライマン | ノミネート |
| オンライン映画&テレビジョン協会賞 | シリーズ脚本賞                                    | マイケル・カーティス グレゴリー・S・マリンズ アイラ・アンガーライダー ウィル・カルフーン アレクサ・ジャンジ シャナ・ゴールドバーグ＝ミーハン スコット・シルヴェリ デヴィッド・クレーン マルタ・カウフマン セス・カーランド アダム・チェイス ドティ・エイブラムス マイケル・ボーコウ クリス・ブラウン テッド・コーエン アンドリュー・ライヒ | マイケル・カーティス グレゴリー・S・マリンズ アイラ・アンガーライダー ウィル・カルフーン アレクサ・ジャンジ シャナ・ゴールドバーグ＝ミーハン スコット・シルヴェリ デヴィッド・クレーン マルタ・カウフマン セス・カーランド アダム・チェイス ドティ・エイブラムス マイケル・ボーコウ クリス・ブラウン テッド・コーエン アンドリュー・ライヒ | ノミネート |
| オンライン映画&テレビジョン協会賞 | コメディシリーズ脚本賞                            | マイケル・カーティス グレゴリー・S・マリンズ アイラ・アンガーライダー ウィル・カルフーン アレクサ・ジャンジ シャナ・ゴールドバーグ＝ミーハン スコット・シルヴェリ デヴィッド・クレーン マルタ・カウフマン セス・カーランド アダム・チェイス ドティ・エイブラムス マイケル・ボーコウ クリス・ブラウン テッド・コーエン アンドリュー・ライヒ | マイケル・カーティス グレゴリー・S・マリンズ アイラ・アンガーライダー ウィル・カルフーン アレクサ・ジャンジ シャナ・ゴールドバーグ＝ミーハン スコット・シルヴェリ デヴィッド・クレーン マルタ・カウフマン セス・カーランド アダム・チェイス ドティ・エイブラムス マイケル・ボーコウ クリス・ブラウン テッド・コーエン アンドリュー・ライヒ | ノミネート |
| オンライン映画&テレビジョン協会賞 | シリーズ助演男優賞                                | マシュー・ペリー | マシュー・ペリー | ノミネート |
| オンライン映画&テレビジョン協会賞 | コメディシリーズ助演男優賞                        | マシュー・ペリー | マシュー・ペリー | ノミネート |
| オンライン映画&テレビジョン協会賞 | シリーズ助演女優賞                                | リサ・クドロー | リサ・クドロー | ノミネート |
| オンライン映画&テレビジョン協会賞 | コメディシリーズ助演女優賞                        | リサ・クドロー | リサ・クドロー | ノミネート |
| オンライン映画&テレビジョン協会賞 | シリーズアンサンブル賞                            | ジェニファー・アニストン コートニー・コックス リサ・クドロー マット・ルブランク マシュー・ペリー デヴィッド・シュワイマー | ジェニファー・アニストン コートニー・コックス リサ・クドロー マット・ルブランク マシュー・ペリー デヴィッド・シュワイマー | ノミネート |
| オンライン映画&テレビジョン協会賞 | コメディシリーズアンサンブル賞                    | ジェニファー・アニストン コートニー・コックス リサ・クドロー マット・ルブランク マシュー・ペリー デヴィッド・シュワイマー | ジェニファー・アニストン コートニー・コックス リサ・クドロー マット・ルブランク マシュー・ペリー デヴィッド・シュワイマー | 受賞       |
| プライムタイム・エミー賞          | コメディシリーズ助演女優賞                        | リサ・クドロー | 「ジョーイのオーディション」+「衝撃!暴かれた過去」 | ノミネート |